# Сельское поселение «Деревня Погореловка» (Юхновский район)
Сельское поселение «Деревня Погореловка» — муниципальное образование в составе Юхновского района Калужской области России.
Центр — деревня Погореловка.

## Население
| 2010 | 2012 | 2013 | 2014 | 2015 | 2016 | 2017 |
| ---- | ---- | ---- | ---- | ---- | ---- | ---- |
| 243  | ↘239 | ↘221 | ↘215 | ↘198 | ↘195 | ↘185 |
| 2018 | 2019 | 2020 | 2021 |      |      |      |
| ↘178 | ↘170 | ↗175 | ↗436 |      |      |      |

## Состав
В поселение входят 15 населённых мест:
- деревня Погореловка
- деревня Агеева Слобода
- деревня Горячкино
- деревня Денисово
- деревня Дзержинка
- деревня Екатериновка
- деревня Катилово
- деревня Крюково
- деревня Нефедово
- деревня Никитино
- деревня Поповка
- деревня Пушкино
- деревня Сергиево
- деревня Сотники
- деревня Стрекалово